# Бисковень
Бисковень, Бисковені (рум. Bâscoveni) — село у повіті Телеорман в Румунії. Входить до складу комуни Гелетень.
Село розташоване на відстані 62 км на захід від Бухареста, 30 км на північ від Александрії, 123 км на схід від Крайови.

## Населення
За даними перепису населення 2002 року у селі проживали 1412 осіб.
Національний склад населення села:
| Національність | Кількість осіб | Відсоток |
| -------------- | -------------- | -------- |
| румуни         | 1383           | 97,9%    |
| цигани         | 28             | 2,0%     |

Рідною мовою назвали:
| Мова      | Кількість осіб | Відсоток |
| --------- | -------------- | -------- |
| румунська | 1392           | 98,6%    |
| циганська | 19             | 1,3%     |